# Ильичёвский завод автомобильных агрегатов
Ильичёвский завод автомобильных агрегатов (укр. Іллічівський завод автомобільних агрегатів), также известный под неофициальным названием «Ильичёвский автосборочный завод» — предприятие автомобильной промышленности Украины в городе Черноморск Одесской области. На заводе производится крупноузловая и мелкоузловая сборка легковых автомобилей, грузовиков и автобусов.

## История завода

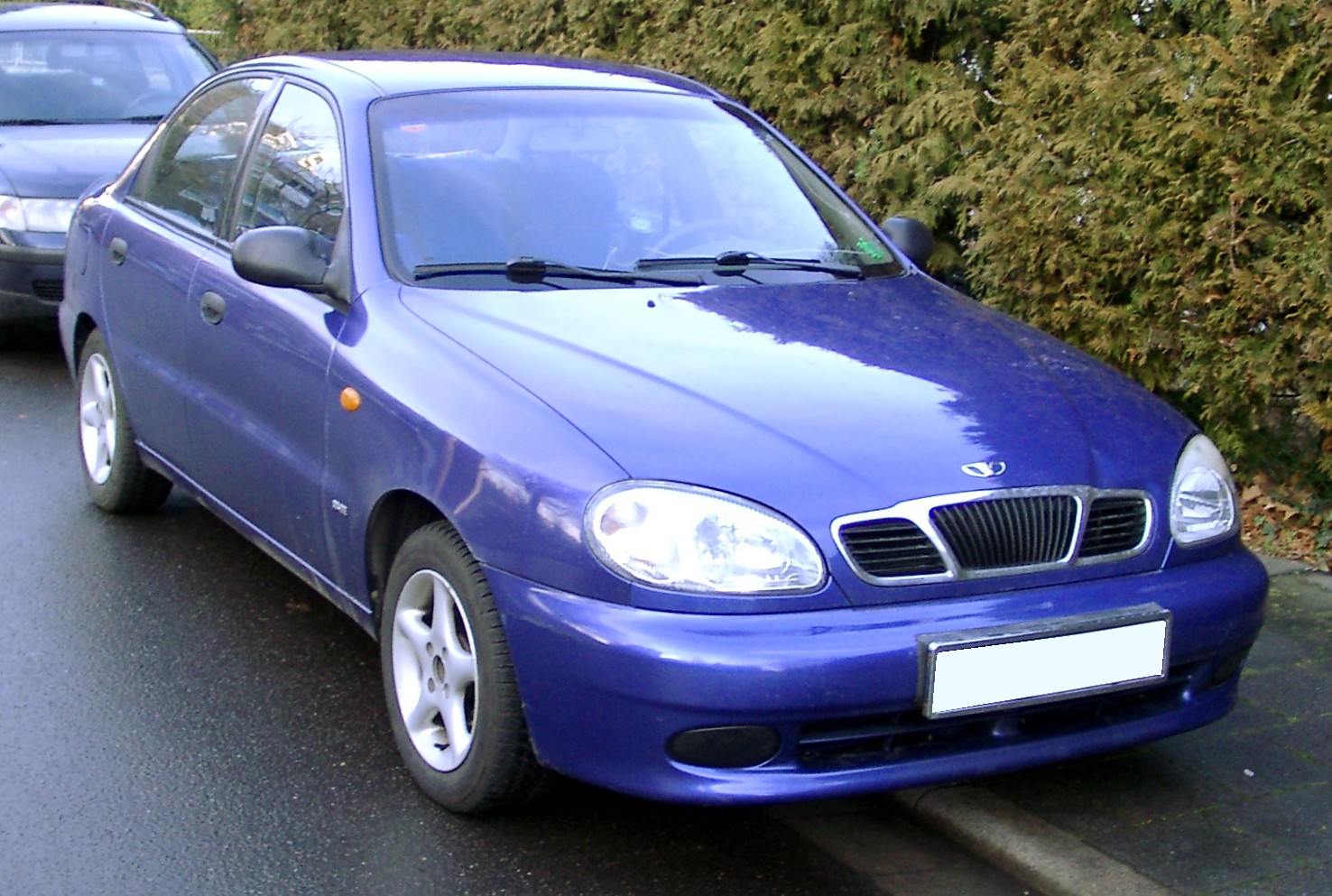
Седан Daewoo Lanos — первая модель, поставленная на сборочный конвейер Ильичёвского завода автомобильных агрегатов

Завод был основан в 1976 году как предприятие по производству комплектующих для автомобильной промышленности.
С конца 1980-х годов — хозрасчетное предприятие в составе производственного объединения «АвтоЗАЗ».
В 1998 году «АвтоЗАЗ» начинает сотрудничество с корпорацией General Motors Daewoo Auto & Technology (GM-DAT), и на Ильичёвском заводе автомобильных агрегатов организуется крупноузловая сборка легковых автомобилей Daewoo: Daewoo Lanos, Daewoo Nubira, Daewoo Leganza.
C 2002 года предприятие контролируется корпорацией УкрАвто.
В марте 2002 года завод начал сборку легковых машин "мерседес" М и Е классов.
В 2004 году на заводе началась сборка легковых автомобилей Opel Astra, Chevrolet Aveo, Chevrolet Lacetti и Dacia Solenza, грузовиков TATA LPT-613.
В сентябре 2005 года завод начал крупноузловую сборку китайских грузовиков Dongfeng.
В 2006 году начинается выпуск китайских легковых автомобилей Chery Amulet, Chery Eastar, Chery QQ, Chery Tiggo, Chery Elara.
В апреле 2006 года завод начал серийный выпуск автобусов ЗАЗ А07А І-VAN на индийском шасси ТАТА LP 613\38.
В мае 2007 года завод начал крупноузловую сборку внедорожника Chevrolet Captiva.
Начавшийся в 2008 году экономический кризис и вступление Украины в ВТО в мае 2008 года осложнили положение завода.
В сентябре 2010 года китайская компания SAIC начала переговоры о сборке в Ильичевске автомашин Buick Lacrosse, но этот проект остался нереализованным.
В рамках государственной программы Украины «Школьный автобус» на Ильичёвском заводе автомобильных агрегатов был реализован собственный вариант школьного автобуса на базе ЗАЗ А07А І-VAN (Фото).
В 2012 году завод освоил производство удлиненного варианта автобуса ЗАЗ А07А І-VAN, однако в связи с сокращением объёмов выпуска продукции и высокими расходами по оплате земельного налога за 40 га заводской территории к концу 2012 года было принято решение о закрытии завода и перепрофилировании производственных цехов в складские помещения.
В начале 2014 года завод после длительного перерыва возобновил крупноузловую сборку автомашин KIA и объявил о намерении вновь начать выпуск "Шевроле" и "Черри".
В 2014 году в связи с сокращением украинского рынка грузовиков и автобусов автосборочный завод был преобразован в филиал "Ильичевский логистический центр" корпорации "УкрАвто", специализацией которого стала транспортировка грузов. 30 июня 2015 правление корпорации "УкрАвто" приняло решение о ликвидации предприятия. Производство автобусов перед этим было перенесено на Мелитопольский моторный завод.

## Производство

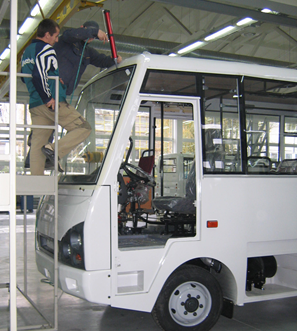
Пост установки ветрового стекла
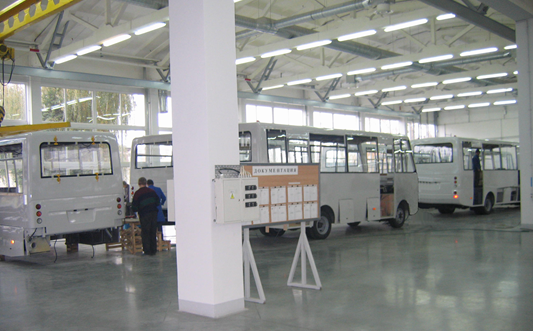
Новый цех
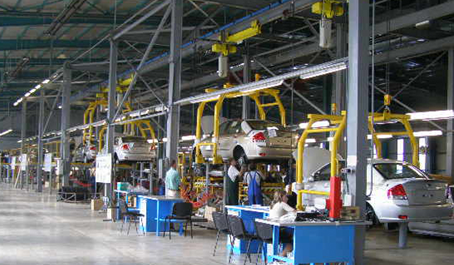
Конвейер сборки

## Продукция
«Ильичёвским заводом автомобильных агрегатов» выпускались следующие модели автомобилей и автобусов:
- легковые автомобили:
  - Daewoo Lanos;
  - Daewoo Sens;
  - Daewoo Nubira;
  - Daewoo Leganza (Фото (недоступная ссылка));
  - Mercedes-Benz E-класс;
  - Mercedes-Benz M-класс;
  - Opel Astra;
  - Chevrolet Aveo;
  - Chevrolet Lacetti;
  - Dacia Solenza (Фото);
  - Chery Amulet;
  - Chery Eastar (Фото);
  - Chery QQ (Фото);
  - Chery Tiggo;
  - Chery Elara;
  - Chevrolet Captiva;
- грузовые автомобили:
  - ТАТА LPT 613
  - Dongfeng;
- автобус ЗАЗ A07A1 I-VAN